# أندرو فولكنير
أندرو فولكنير (بالإنجليزية: Andrew Faulkner)‏ هو لاعب كرة قاعدة أمريكي، ولد في 12 سبتمبر 1992 في أيكن في الولايات المتحدة.

## وصلات خارجية
- أندرو فولكنير على موقع دوري كرة القاعدة الرئيسي (الإنجليزية)
- أندرو فولكنير على موقعبيزبول رفرنس.كوم (الدوري الرئيسي) (الإنجليزية)
- أندرو فولكنير على موقعبيزبول رفرنس.كوم (الدوري الثانوي) (الإنجليزية)
- أندرو فولكنير على موقع إي إس بي إن.كوم (أم.أل.بي) (الإنجليزية)
- أندرو فولكنير على موقع مشجعي الرسوم البيانية (الإنجليزية)